# Grootbloemige lavatera
De grootbloemige lavatera (Lavatera trimestris) is een plant uit de kaasjeskruidfamilie (Malvaceae). De soort is oorspronkelijk afkomstig uit het Middellandse Zeegebied, van Marokko, Portugal, Spanje en Zuid-Frankrijk tot in Turkije en de Levant, inclusief de Balearen, Corsica, Sardinië, Sicilië, Malta en Griekenland.
De plant is verwilderd in het midwesten en zuidoosten van de Verenigde Staten. Op de eilanden van Zuid-Engeland lijken ze ook gewoon ingeburgerd te zijn.

## Botanischebeschrijving
De plant wordt 0,75-1,2 meter hoog. Het blad is licht behaard en kan rond zijn of iets gepunt. De stelen zijn ook behaard en worden wat houtig.
De bloemen zijn fel roze, bekervormig en tot 8-10 cm breed. De kromme zaadjes liggen in een cirkelvorm gegroepeerd. De zaadlobben zien eruit als kransjes.

## Teelt en verzorging
Zaaien is mogelijk vanaf half maart tot  april in een warme kamer of warme kas.Vanaf eind mei kan er buiten ter plaatse gezaaid worden. Ze laten zich niet makkelijk verplanten. Standplaats zeer zonnig, goed doorlaatbare bodem, niet te vochtig.

## Bloeiperiode
Er bestaan eenjarige vormen  en vaste planten, afhankelijk van het klimaat waar ze opgroeien. In het Mediterrane klimaat worden ze groter en kunnen ze makkelijker overblijven. In het gematigde zeeklimaat kan de plant alleen beschut en bij zachte winters overleven. Wel kunnen ze onder glas gestekt worden of het zaad gewonnen worden en kan het volgend voorjaar uitgezaaid worden.
De bloeitijd is van juni tot september (voorgezaaid in huis). Direct buiten gezaaid bloeien ze pas vanaf juli.

## Standplaats
De plant is geschikt als achtergrond voor een border vanwege de hoogte met uitbundige, kleurige bloemen als blikvangers. Wel wat beschutten tegen de wind of steunen, anders hebben ze de neiging om te vallen.
Ze zijn ook zeer geschikt als snijbloem. Op een vaas zijn ze wel acht dagen houdbaar, indien ze na het snijden direct in het water worden gezet en de knoppen nog maar half open zijn, die zich dan op de vaas verder zullen ontsluiten.

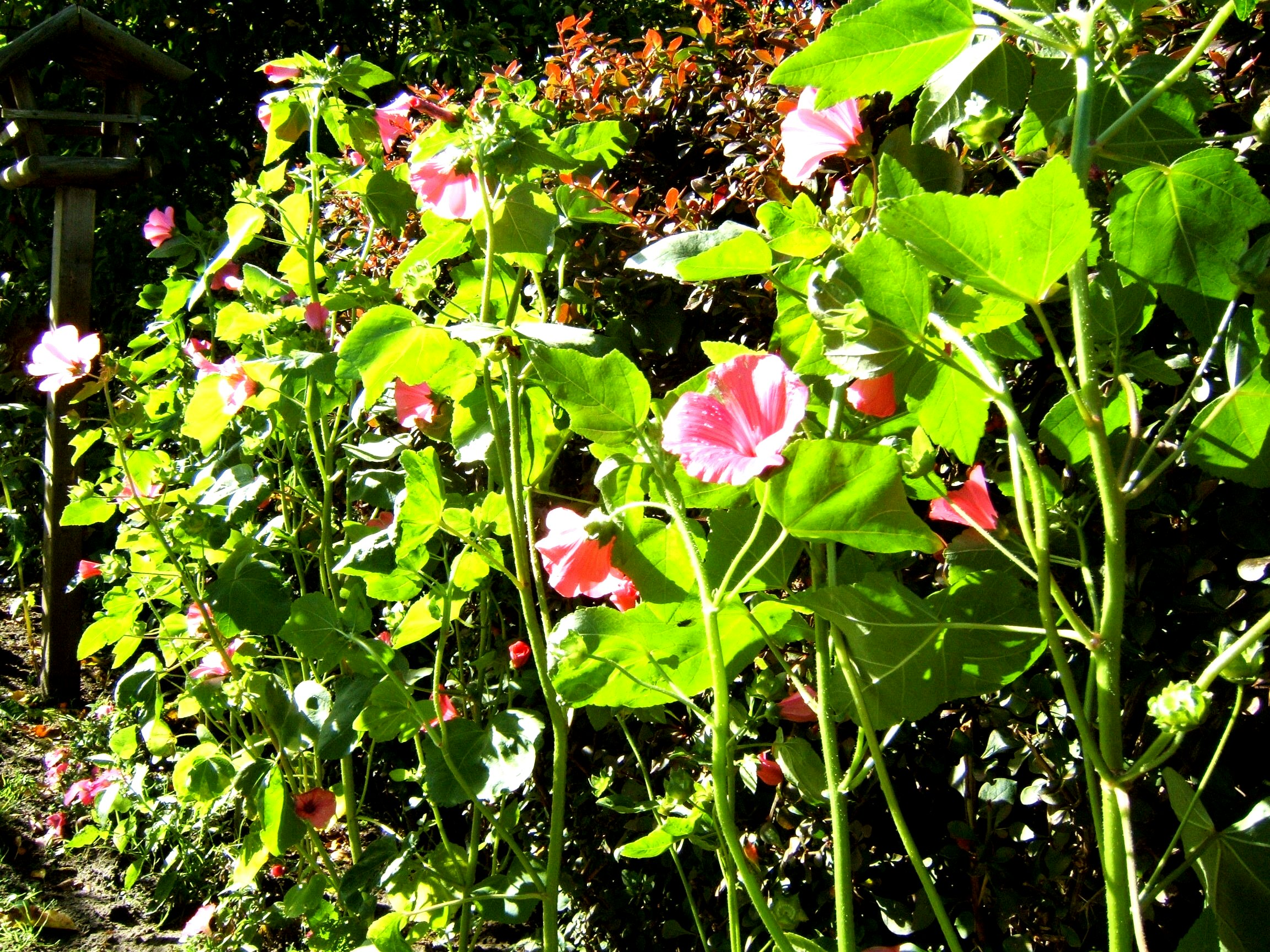
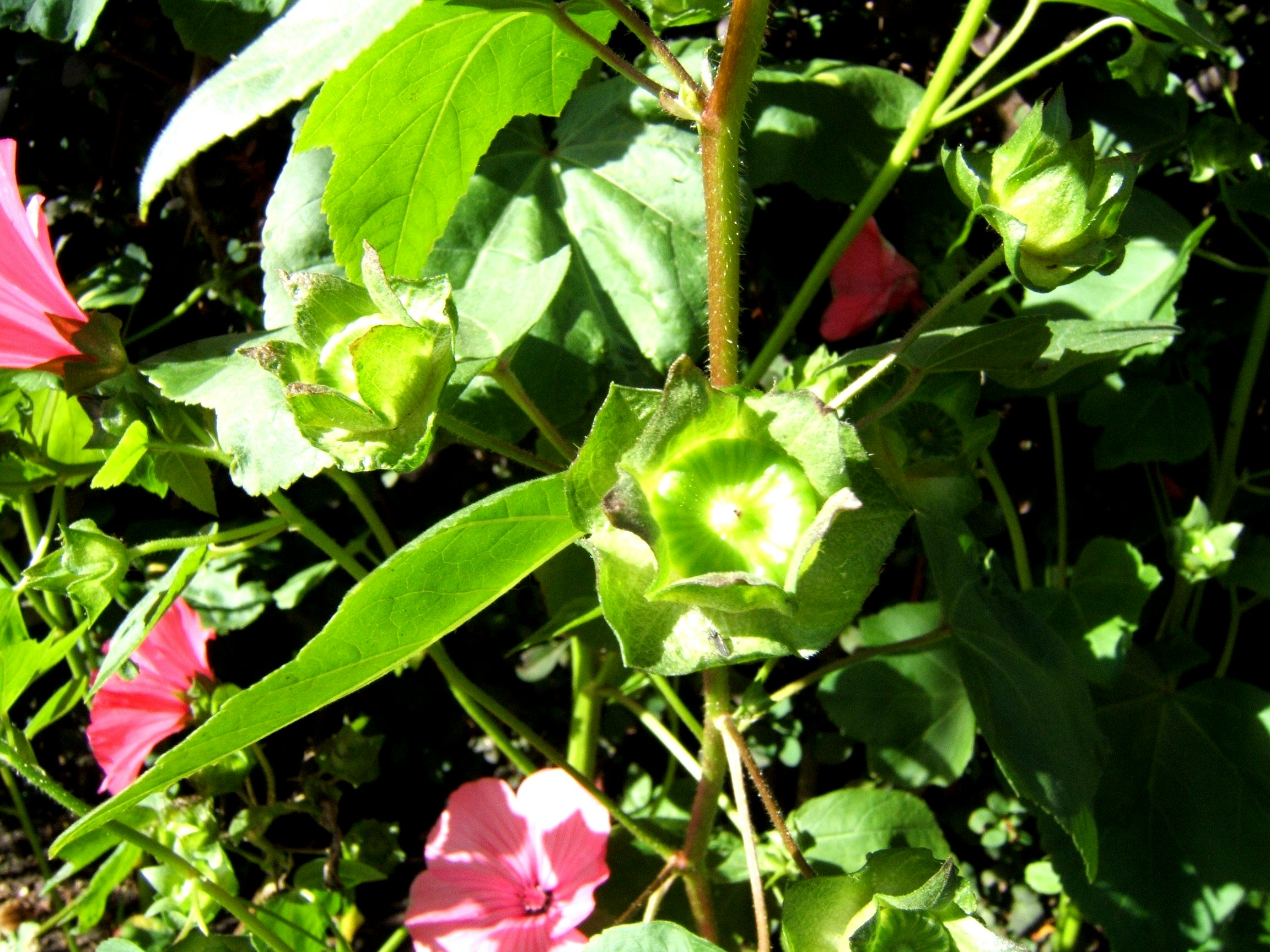
Onrijp zaad
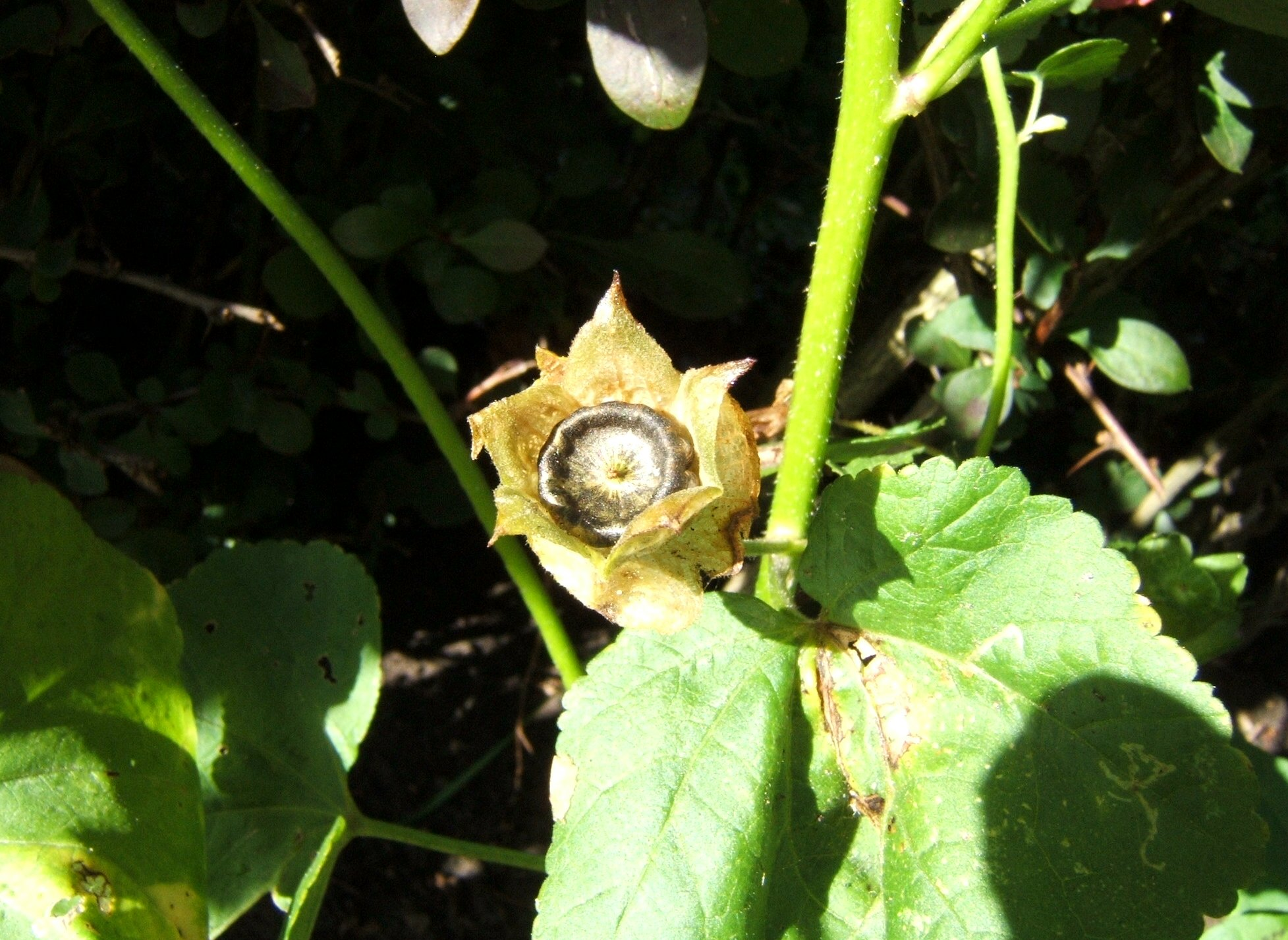
Rijp Lavaterazaad
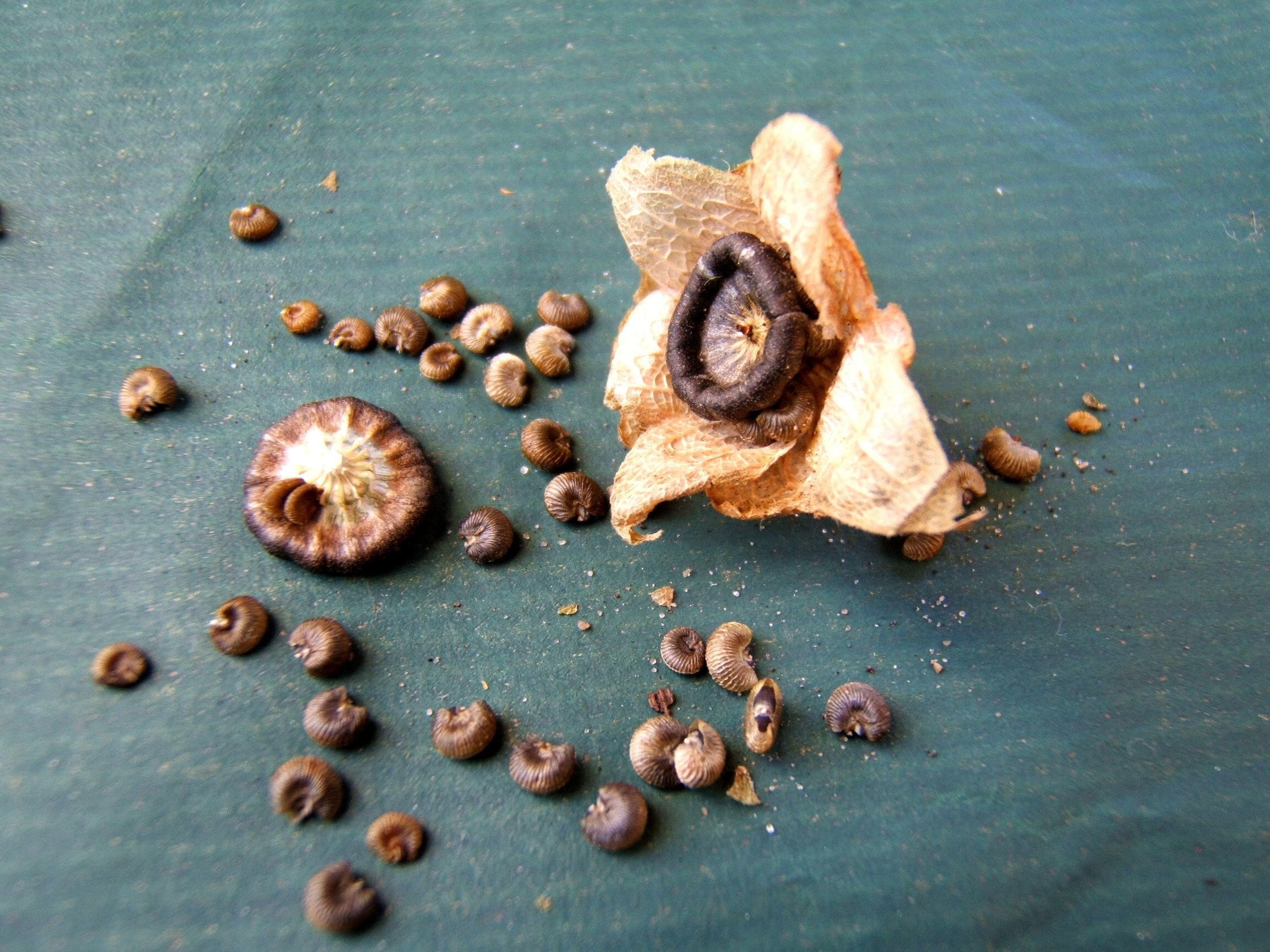
Geopende doosvrucht